# Little h
Mit Little h werden in der Astronomie ein Parameter und eine Normierungsmethode bezeichnet, die Größenwertangaben relativ zur Hubble-Konstante {\displaystyle H_{0}} parametrisieren bzw. normieren.
Der Parameter {\displaystyle h} kann dazu verwendet werden, Probleme bei der Darstellung von Entfernungen weit entfernter astronomischer Objekte auf Grund der nicht genau bestimmten Hubble-Konstante zu umgehen. So kann eine Entfernung mit der Annahme {\displaystyle h=0{,}7} als 1,0 Megaparsec (Mpc) angegeben werden, oder man kann unter Verwendung von {\displaystyle h} mit {\displaystyle 0{,}7\,h^{-1}\,\mathrm {Mpc} } als Entfernung das Problem herausnormieren. Zu anderen Möglichkeiten der Verwendung siehe unten.
Der genutzte dimensionslose Parameter {\displaystyle h} hat folgende Definition:
{\displaystyle h={\frac {H_{0}}{100\ \mathrm {{\frac {km}{s}}{\frac {1}{Mpc}}} }}}
Diese Definition besagt, dass {\displaystyle h} als Verhältnis des (aus realen Messungen oder einer getroffenen Annahme) verwendeten Wertes der nicht genau bekannten Hubble-Konstante {\displaystyle H_{0}} zu dem groben Schätzwert {\displaystyle 100\ \mathrm {{\tfrac {km}{s}}/Mpc} } ist. Es ist nötig, {\displaystyle h} oder {\displaystyle H_{0}} anzugeben, weil oft schon durch relativ kleine Unterschiede die darauf basierenden Aussagen erheblich verfälscht werden können. Viele Autoren nehmen {\displaystyle h=0{,}7} an. Aber auch {\displaystyle h=1} kann man in Publikationen antreffen.
In der Literatur gibt es vier Varianten, wie {\displaystyle h} dargestellt wird:
- {\displaystyle H_{0}} wird nicht angegeben und es wird auch keine Abhängigkeit von {\displaystyle h} zu den Einheiten gegeben. Es bleibt dem Leser überlassen, {\displaystyle H_{0}} oder {\displaystyle h} anzunehmen.
- {\displaystyle H_{0}} wird in der Einführung angegeben, aber es wird nicht angegeben, welche Abhängigkeit {\displaystyle h} zu den Einheiten hat, wenn Resultate oder Grafiken gezeigt werden.
- {\displaystyle H_{0}} wird in der Einführung angegeben, es wird nicht angegeben, welche Abhängigkeit {\displaystyle h} zu den Einheiten hat, und zusätzlich wird in den Grafiken oder Resultaten ein {\displaystyle h} verwendet.
- {\displaystyle H_{0}} wird in der Einführung angegeben, {\displaystyle h} wird ausgeklammert, so dass die Abhängigkeit der Einheiten klar ist.